# Pierre Vouloir
Pierre Camille Arthur Vouloir (Le Roeulx, 13 juni 1861 - Houdeng-Goegnies, 9 april 1942) was een Belgisch volksvertegenwoordiger.

## Levensloop
Pierre Vouloir was beroepshalve tuinbouwleraar. 
Van 1921 tot 1932 was hij katholiek provincieraadslid van Henegouwen en vanaf 1932 zetelde hij als gemeenteraadslid in Houdeng-Goegnies.
In november 1932 nam Vouloir ontslag als provincieraadslid om lid van de Kamer van volksvertegenwoordigers te worden. Hij vervulde dit mandaat tot aan zijn overlijden in 1942.
Vanaf 1934 was hij ook afgevaardigde voor het arrondissement Zinnik in de Algemene Vergadering van het Katholiek Verbond van België.